# Meinrad Siegl
Meinrad Wenzel Siegl (16. října 1842 Kamenec – 16. listopadu 1911 Osek u Duchcova) byl v letech 1886-1911 v pořadí 45. opatem cisterciáckého kláštera v Oseku u Duchcova.

## Život

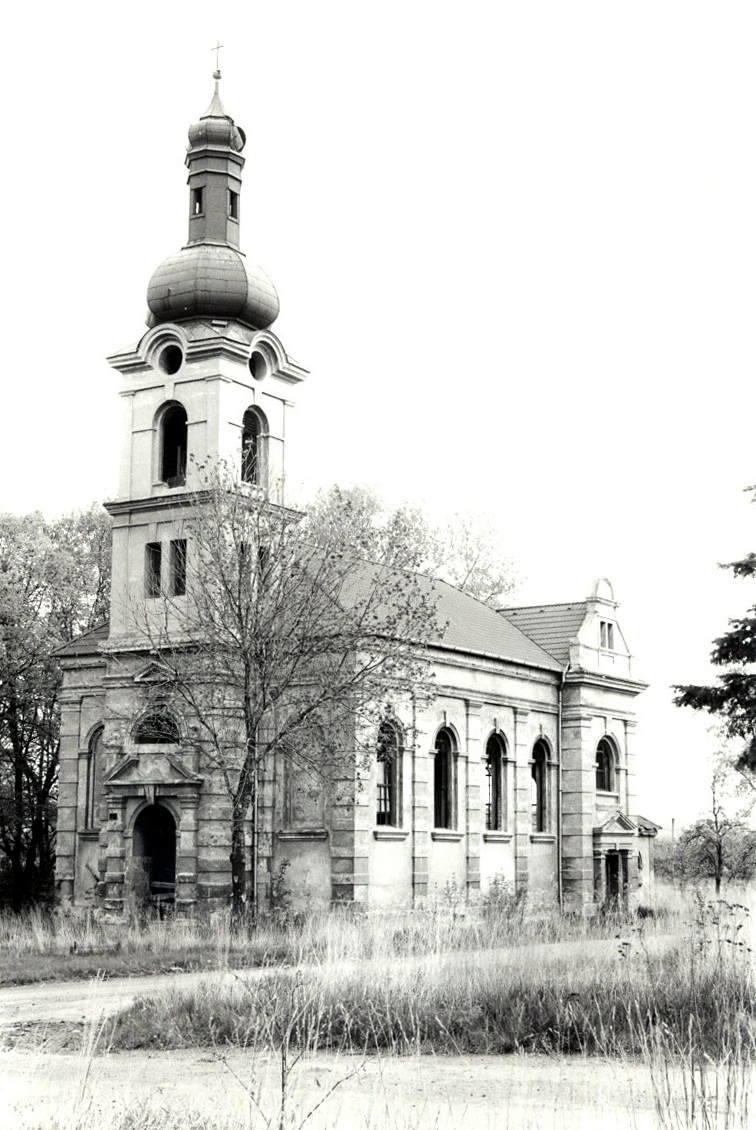
Kostel v Libkovicích, postavený za opata Siegla, zbořený v roce 2002.

Wenzel Siegl vystudoval chomutovské gymnázium a následně vstoupil do oseckého kláštera, kde přijal řeholní jméno Meinrad. V letech 1865-1867 studoval teologii v Innsbrucku. Byl vysvěcen na kněze a od roku 1868 působil v Oseku jako správce klášterní knihovny. O rok později byl jmenován novicmistrem. V roce 1882 byl jmenován podpřevorem, a o čtyři roky později jej komunita zvolila opatem.
Jako opat podporoval školství, a nechal vybudovat nový kostel (zasvěcený sv. Michaelovi) v dnes již neexistujících Libkovicích (kostel byl filiálkou cisterciákům inkorporované farnosti v Mariánských Radčicích, byl jako poslední relikt libkovické zástavby, zbořen v roce 2002). Za opata Siegla se v oseckém klášteře mnoho pěstoval gregoriánský chorál. Zemřel v Oseku v roce 1911.